# Oxylamia fulvaster
Oxylamia fulvaster es una especie de escarabajo longicornio del género Oxylamia, tribu Monochamini, subfamilia Lamiinae. Fue descrita científicamente por Jordan en 1894.

## Descripción
Mide 9,5-16,5 milímetros de longitud.

## Distribución
Se distribuye por Camerún, Gabón, República Democrática del Congo y República del Congo.